# Manuel Bernabe

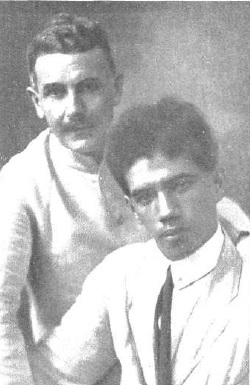
Bernab'e met Salvador Rueda (1915)

Manuel Hernandez Bernabe (Parañaque, 17 februari 1890 – aldaar, 29 november 1960) was een Filipijns dichter in het Spaans.

## Biografie
Manuel Bernabe werd geboren op 17 februari 1890 in Parañaque. Zijn ouders waren Timoteo Bernabe en Emilia Hernandez. Bernabe behaalde een Bachelor of Arts-diploma aan de Ateneo de Manila en begon aansluitend aan een studie rechten aan de University of Santo Tomas, die hij niet afrondde.
Bernabe schreef gedichten vanaf zijn tiende jaar. Al in 1910 werd zijn eerste gedicht gepubliceerd in Renacimiento Filipino. In 1912 vertaalde hij Aeneis van de dichter Vergilius, vanuit het Latijn naar het Spaans en in 1913 ontving hij drie onderscheidingen voor zijn gedichten Himno al Sagado Corazon de Jesus, El Zapote en España a Filipinas. Bernabe schreef vanaf 1912 in La Democracia en vanaf 1918 voor La Vanguardia van Alejandro Roces sr.. Normaal gesproken was hij bij deze bladen columnist, maar zo nu en dan werd er ook een gedicht van zijn hand gepubliceerd in het tijdschrift Exelsior. Een deel van zijn gedichten werd door Jaime de Veyra in een gedichtenbundel verzameld en uitgegeven.
Bernabe was een ervaren beoefenaar van de Balagtasan, een naar Francisco Balagtas vernoemde dichtende debatvorm. In 1927 publiceerde hij een compilatie van zijn drie van zijn Balagtasan-debatten tegen zijn gebruikelijk tegenstander Jesus Balmori: El Recuerdo y el Olvido, El Hombre y la Mujer, La Ilusion y el Desengano. Twee jaar later publiceerde hij de dichtbundel Cantos del Tropico. Van 1928 tot 1931 was hij lid van het Filipijns Huis van Afgevaardigden namens het 1e kiesdistrict van de provincie Rizal. Na zijn termijn als afgevaardigde werkte hij weer voor de staf van La Vanguardia. Ook gaf hij Spaanse les aan instellingen als de Far Eastern University, de Philippine Law School en het Colegio de San Juan de Letran. Later werd hij benoemd tot hoogleraar Spaans aan de University of the Philippines. Ook was hij technisch assistent Filipijns-Spaanse relaties voor Malacañang Palace van 1943-1947. In 1951 vergezelde hij president Elpidio Quirino tijdens een staatsbezoek aan Spanje.
Bernabe ontving diverse onderscheidingen. Hij werd tweemaal onderscheiden door de Spaanse overheid. In 1940 kreeg hij El Yugo y las Flechas en in 1953 werd hij opgenomen in de Orde van Isabella de Katholieke. In 1950 werd Bernabe door de University of Santo Tomas uitgeroepen tot dichter des vaderland.
Bernabe overleed in 1960 op 70-jarige leeftijd.